# Melide (Tessin)
Pour l’article homonyme, voir Melide (Galice).
Melide est une commune suisse du canton du Tessin, située dans le district de Lugano.

Photo aérienne prise à 100 m par Walter Mittelholzer (1919).

## Personnalités liées à la commune
- Domenico Fontana, architecte qui releva les obélisques de Rome sous le pape Sixte Quint, est né à Melide en 1543.

## Tourisme

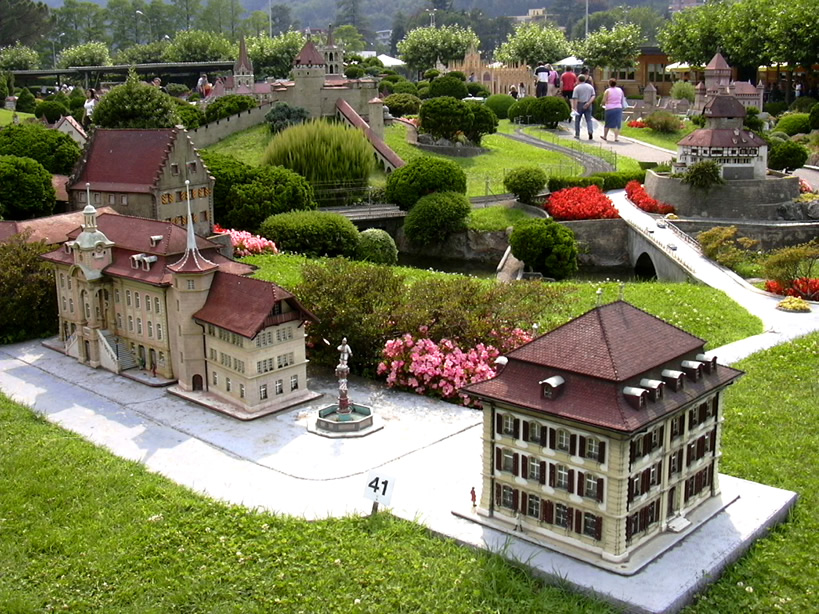
La Suisse en miniature.

Le parc miniature de la « Suisse en miniature », qui consiste en un parcours parmi des reproductions en miniature des monuments architecturaux suisses, se trouve sur le territoire de la commune.